# Província de Gorizia
La província de Gorizia (furlà Provincie di Gurize, eslovè Goriška pokrajina) és una província que forma part de la regió de Friül-Venècia Júlia dins Itàlia. La seva capital és Gorizia.
Limita a l'oest amb la província d'Udine, al sud-est amb la província de Trieste i a l'est amb el Litoral eslovè.
Té una àrea de 467,14 km², i una població total de 139.902 hab. (2016). Hi ha 25 municipis a la província.

## Llengües
Segons dades publicades a Euromosaic el 1991, el 21,67% de la població parla friülès, el 67,88% parla italià, el 8,18% eslovè, el 0,60% alemany. Les xifres absolutes són:
| Població | Italià | Friülès | Eslovè | Alemany |
| -------- | ------ | ------- | ------ | ------- |
| 143.887  | 97.673 | 31.187  | 11.776 | 827     |